# 어니타 루이즈
어니타 루이즈(Anita Louise, 1915년 1월 9일 ~ 1970년 4월 25일)는 미국의 배우이다.

## 출연 작품
- 장진호 전투 (1952)
- 러브 레터 (1945)
- 소공녀 (1939)
- 고잉 프레이스 (1938)
- 마리 앙투아네트 (1938)
- 안소니 에드버즈 (1936)
- 과학자의 길 (1936)
- 한여름 밤의 꿈 (1935)
- 프리스트 판사 (1934)
- 플로로도라 걸 (1930)
- 스퀘어 숄더 (1929)
- 원더 오브 위민 (1929)
- 어 우먼 오브 어페어스 (1928)